# Markku Alén
Markku Allan Alén (Helsinki, 15 februari 1951) is een Fins voormalig rallyrijder. Hij was een van de voornaamste rijders in het wereldkampioenschap rally in de jaren zeventig en tachtig, waarin hij voornamelijk actief was voor Fiat en dochterbedrijf Lancia, als rijder van Martini Racing. Hij is hierna ook nog voor andere fabrieksteams uitgekomen.
Alén, bijgenaamd 'Maximum Attack', wat afgeleid is van een van zijn bekendste lijfspreuken "now maximum attack", is met het winnen van negentien WK-rally's tot op heden nog steeds de meest succesvolle rallyrijder zonder een wereldtitel. Hij is wel de winnaar van de FIA Cup for Drivers in het seizoen 1978; een prestigieuze prijs die uitgereikt werd door de FIA, een jaar voor ingang van een officieel rijderskampioenschap in het WK. Alén was echter wel de oorspronkelijke wereldkampioen in het seizoen 1986, totdat de FIA elf dagen na afloop van de laatste WK-ronde terugkwamen op een eerdere beslissing, en de resultaten van de dat jaar verreden Rally van San Remo annuleerde, een rally die gewonnen werd door Alén. Hij verloor zijn gescoorde punten en daarmee de wereldtitel.
Markku Alén deelde zijn successen nagenoeg in zijn gehele carrière met navigator Ilkka Kivimäki; daarmee een van de langdurigste combinaties in het WK. Aléns zoon, Anton, is ook actief geweest als rallyrijder, onder meer voor het team van Abarth.

## Carrière

### Vroege carrière
Markku Alén begon zich te interesseren in de autosport via zijn vader, Eero Alén, die in 1963 Fins kampioen werd in ijs races. Markku Alén nam op jonge leeftijd ook al deel aan dit soort evenementen, maar zou uiteindelijk de overstap maken naar de rallysport, waar hij in 1969 zijn debuut in maakte achter het stuur van een Renault 8 Gordini. Alén wist zich hier in rap tempo te profileren, en kreeg begin jaren zeventig een contract aangeboden door de Finse importeur van Volvo. Actief in de Volvo 142 eindigde hij drie jaar opeenvolgend, van 1971 tot en met 1973, op het podium van de Rally van Finland, die in het laatst genoemde jaartal inmiddels ook onderdeel was van het wereldkampioenschap rally; markerend als Aléns eerste optreden hierin. Met een privé-ingeschreven Ford Escort RS1600 behaalde hij datzelfde jaar ook nog een derde plaats in de Rally van Groot-Brittannië. Deze resultaten bleven niet onopgemerkt, en Alén ging uiteindelijk in op een aanbieding van het Italiaanse Abarth, die met Fiat actief waren in verschillende internationale rally's, waaronder het WK.

### Wereldkampioenschap rally

#### 1974-1981: Fiat

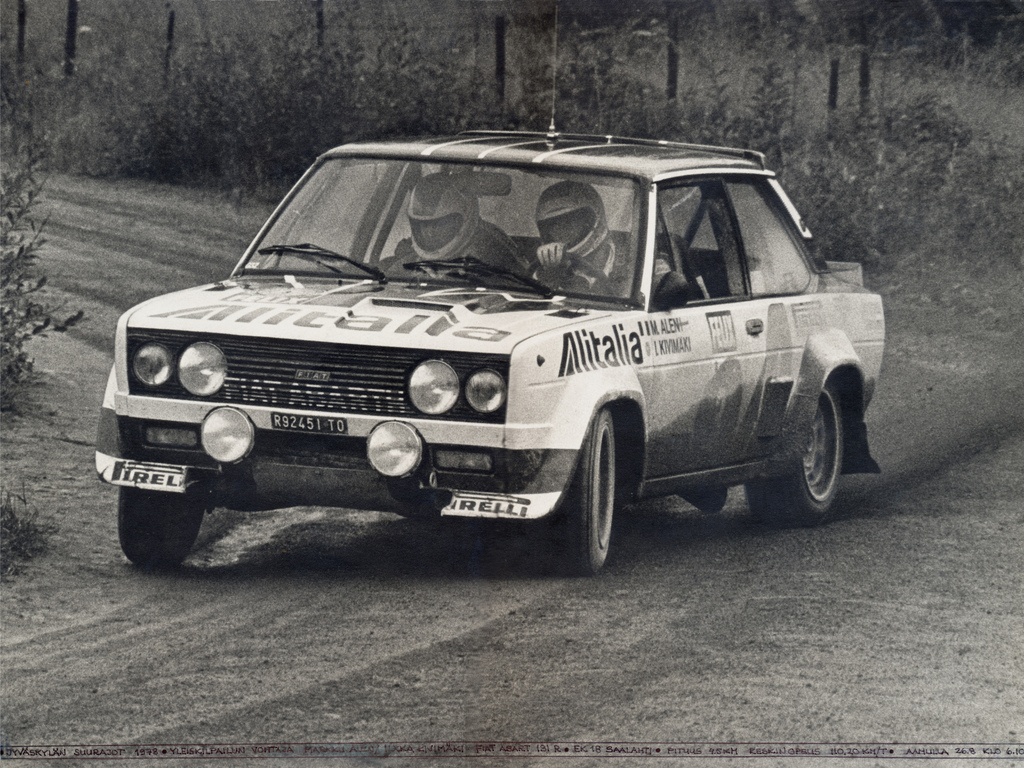
Alén actief met de Fiat 131 Abarth tijdens de Rally van Finland in 1978, waar hij zou zegevieren

Fiat nam in Aléns beginperiode bij het team deel aan rally´s met de Fiat Abarth 124 Rallye, een auto waarmee hij in zijn eerste volledige seizoen in 1974 al een aantal podiumposities behaalde. Zijn eerste grote succes volgde uiteindelijk in het daaropvolgende seizoen 1975, toen hij dat jaar de Rally van Portugal op zijn naam schreef. Op slechts 24-jarige leeftijd, bleef hij daarmee enige tijd de jongste winnaar van een WK-rally. Een grote overgang volgde in het seizoen 1976, toen Fiat de 131 Abarth introduceerde in het kampioenschap; die zich snel bewees als een beter handelbare auto dan diens voorganger. Alén bezorgde de auto zijn eerste WK-overwinning in Finland datzelfde jaar, wat voor hem tevens zijn eerste WK-succes betekende voor thuispubliek. De combinatie tussen Alén en de 131 Abarth, liep uit tot een succesvolle. Met deze auto won hij tot aan het seizoen 1981 uiteindelijk zeven WK-rally's (met een Lancia Stratos won hij ook in San Remo 1978). Deze successen werden opvallend genoeg allen geboekt in de Finse en Portugese WK-rondes. Daarnaast werd Alén in het seizoen 1978 ook winnaar van de FIA Cup for Drivers, een prestigieuze prijs die uitgereikt werd door de Fédération Internationale de l'Automobile aan de rijder die de meeste punten wist te pakken in de dat jaar verreden WK-rally's, en enkele internationale evenementen buitenom het WK. Deze prijs diende als voorganger van een officieel rijderskampioenschap die het seizoen daarop zijn introductie zag. Alén droeg ook bij aan twee opeenvolgende titels voor Fiat in het constructeurskampioenschap, in de seizoenen 1977-1978. Met Fiat kwam zijn beste eindpositie in het rijderskampioenschap in 1979, toen hij daarin als derde eindigde.

#### 1982-1989: Lancia
Toen Fiat haar taken overdroeg aan dochterbedrijf Lancia, die bij deze van start gingen met een nieuw project voor de aankomende Groep B klasse, deed ook Alén de overstap maken. Onder de vlag van Martini Racing was hij naast Attilio Bettega een van de rijders die de Lancia Rally 037 introduceerde in het seizoen 1982, tijdens de Rally van Corsica; het eerste optreden van een officiële Groep B-auto in het WK. De eerste versie van de Rally 037 was nog niet bepaald overtuigend, Alén vond de auto moeilijk handelbaar en zijn beste resultaat was een vierde plaats tijdens de seizoensafsluiter in Groot-Brittannië. Een eerste evolutie van de auto die aan de start van het seizoen 1983 werd geïntroduceerd, bleek daarin een grote voortgang te hebben geboekt. Samen met teamgenoot Walter Röhrl bood hij op intensieve wijze competitie tegen de sterker geachte Audi Quattro's, die het voordeel hadden van een vierwielaangedreven systeem. Alén behaalde in het seizoen vijf podiumposities, waaronder twee overwinningen, in Corsica, een rally die normaal gedomineerd werd door Franse rallyrijders, en San Remo, waar hij voor Lancia's thuispubliek succes boekte. Mede door de drie overwinningen van teamgenoot Röhrl, versloeg Lancia hiermee regerend wereldkampioen Audi in het constructeurskampioenschap. Alén eindigde achter Röhrl als derde in het rijderskampioenschap, terwijl Audi-rijder Hannu Mikkola de wereldtitel op zich nam. Hoop op groter succes bleef voor Alén uit in het seizoen 1984, toen duidelijk werd dat de vierwiel- en turboaangedreven revolutie in de sport niet tegengehouden kon worden. De achterwielaangedreven Rally 037 was niet in staat een overmacht te creëren op Audi, dat nog een grotere illusie werd met de introductie van de Peugeot 205 Turbo 16 halverwege het seizoen. Met wederom een overwinning in Corsica, bewees Alén echter dat de auto op asfalt nog steeds moeilijk te kloppen was. Door op consistente wijze punten te pakken eindigde hij dat jaar alsnog derde in het rijderskampioenschap. Lancia was op dat moment al begonnen met de ontwikkeling van een vierwielaangedreven opvolger voor de Rally 037, die medio 1985 zijn intrede moest maken in het WK. De introductie van de Delta S4, zo als de nieuwe auto ging heten, liep echter veel vertraging op, waardoor het seizoen 1985 in termen van WK-succes grotendeels een weggegooid jaar was voor Alén, die noodgedwongen actief moest blijven in de inmiddels gedateerde Rally 037. Tijdens de seizoensafsluiter in Groot-Brittannië debuteerde Lancia uiteindelijk de Delta S4 in het kampioenschap, en waren hierin gelijk succesvol toen zij een 1-2 wisten te scoren met Henri Toivonen als winnaar en Alén op een tweede plek.
Dit resultaat gaf een hoopvol vooruitzicht voor het seizoen 1986, waarin Lancia nu een volledig programma kon afwerken met de competitief gebleken Delta S4. Alén begon het seizoen in Monte Carlo echter ongelukkig, waar bleek dat alleen zijn Delta S4 een technisch probleem liet zien (een tegenstelling tot zijn collega Lancia-rijders), en moest opgeven. Alén behaalde vervolgens een tweede plaats in Zweden en een derde plaats tijdens de Safari Rally, eenmalig terugkerend achter het stuur van de Rally 037. In Corsica volgde er echter een dramatische terugslag, toen Aléns teamgenoot Toivonen en navigator Sergio Cresto dodelijk verongelukte op een van de proeven. De FIA kwam niet lang erna met een reactie, en besloten de Groep B klasse te verbieden voor competitie met ingang van het seizoen 1987. Alén, wiens motivatie een flinke deuk had opgelopen, kreeg vervolgens de taak om zich te herpakken in de strijd om de rijders- en constructeurstitel voor Lancia. Daarin wist hij zich weer te manifesteren tot een titelkandidaat en vocht het dat jaar intensief uit met Peugeot-rijder Juha Kankkunen. Deze strijd werd uiteindelijk pas in de laatste ronde van het kampioenschap in de Verenigde Staten beslist in het voordeel van Alén, die door te winnen Kankkunen achter zich wist te houden en daarmee in eerste instantie eindelijk zijn eerste wereldtitel kon vieren. Niet lang daarna kwam de FIA echter terug op een eerder genomen beslissing. Tijdens de eerder dat jaar verreden rally in San Remo, werd het gehele Peugeot team door de organisatie uit de wedstrijd gehaald, nadat de technische commissie de conclusie had getrokken dat het merk gebruik maakte van zij-skirts aan de onderzijde van de auto, die niet gehomologeerd waren. Peugeot mocht niet onder protest verder rijden en werden direct uitgesloten. Teamleider Jean Todt tekenende dit gelijk aan bij de FIA, die door omstandigheden pas na het einde van het seizoen een uitspraak deden over de zaak, maar hierin tot de conclusie kwamen dat Peugeot onrechtmatig behandeld was, met als gevolg de complete annulering van de resultaten van de rally. Alén, die daar na de uitsluiting van Peugeot op eenvoudige wijze won, verloor hierdoor zijn gescoorde punten, en voor hem nog tragischer zijn oorspronkelijke wereldtitel, die in dit geval verwezen werd naar Kankkunen.

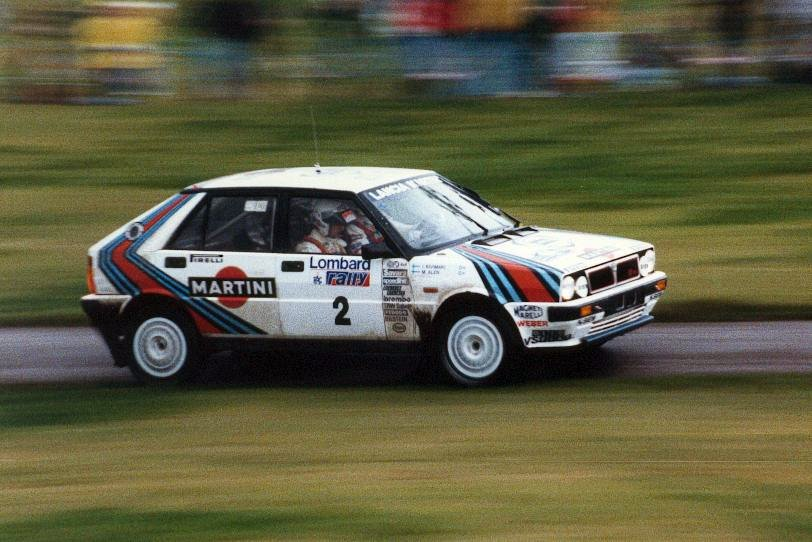
Alén als Lancia-rijder actief tijdens de Rally van Groot-Brittannië in 1987

Onder de nieuwe Groep A reglementen deed Alén zijn rol als kopman bij Lancia voortzetten in 1987, nu actief met de Lancia Delta HF 4WD. Hij profileerde zich wederom als een titelkandidaat, onder meer door het winnen van de WK-rondes in Portugal, Griekenland en Finland. Net als het jaar ervoor werd de titelstrijd tijdens de seizoensafsluiter, ditmaal in Groot-Brittannië, beslist tussen Alén en Kankkunen, dat jaar echter voor het eerst als teamgenoten. Alén lag kortstondig aan de leiding van de rally, maar verloor deze later aan Kankkunen. Onder de druk betrapte Alén zich vervolgens op een paar rijdersfouten, waardoor hij zowel de overwinning als wereldtitel misliep, die in beide gevallen wederom op naam kwam van Kankkunen. Ook in het seizoen 1988 kreeg Alén weer de kans om wereldkampioen te worden, maar moest op het eind wederom onderdoen aan een teamgenoot, deze keer in het geval van Miki Biasion. Alén wist desondanks weer drie keer te winnen, ditmaal in Zweden, nogmaals in Finland en in Groot-Brittannië, waar hij gepast zijn laatste WK-rally overwinning uit zijn carrière vierde; een evenement waar hij al jarenlang dicht bij een overwinning zat. Het seizoen 1989 bewees Aléns laatste jaar bij Lancia te zijn. Hij reed slechts een gelimiteerd programma, maar wist toch in twee gevallen op het podium te eindigen, alhoewel hij verder geen rol speelde in het rijderskampioenschap. Hij hielp Lancia nog mee aan hun derde achtereenvolgende titel bij de constructeurs.

#### 1990-1993: Subaru en Toyota
Na zijn langdurige relatie met Fiat en Lancia, koos Alén vervolgens voor een geheel andere richting toen hij tekende bij preparateur Prodrive, die met ingang van het seizoen 1990 met Subaru een programma gingen afwerken in het WK. Alén was hierin een sleutelfiguur voor de ontwikkeling van de Legacy RS, waarmee het merk in hun beginperiode in het WK actief waren. Daarnaast droeg zijn grote naam ook bij aan Subaru's identiteit in de sport, die tot op dat moment nog grotendeels ongewis was. Aléns beste resultaat met Subaru in 1990 was een vierde plaats tijdens zijn thuisrally in Finland, overigens de enige keer in het seizoen dat hij aan de finish kwam. De auto bleek betrouwbaarder te zijn in het seizoen 1991, waarin Alén in meerdere gevallen een top vijf resultaat af dwong, waaronder het behalen van een podiumplaats als derde in Zweden. In hoop om toch nog voor een wereldtitel te kunnen gaan, besloot Alén voor het seizoen 1992 een overstap te maken naar Toyota, die zich onder leiding van voormalig collega-rijder Ove Andersson inmiddels hadden geprofileerd tot een van de voornaamste merken in het kampioenschap. Daarin zag Alén zich echter te veel een bijrol verlenen aan teamgenoot Carlos Sainz, die dat jaar voor de tweede keer wereldkampioen zou worden. Alén eindigde in Finland nog op het podium als derde en besloot het seizoen met een vijfde plaats in het rijderskampioenschap.
Het seizoen 1993 werd Aléns laatste actieve jaar in het WK. In plaats van een vol programma met één team, maakte hij dat jaar enkele gastoptredens voor zowel Subaru als Toyota. Daarin werd een tweede plaats in de Safari Rally zijn beste resultaat, actief met Toyota's Celica Turbo. Samen met kopman Ari Vatanen debuteerde hij in Finland de Subaru Impreza 555 (de eerste versie van de rally-Impreza) in het kampioenschap. Terwijl Vatanen met een tweede plaats naar een sterk debuut toe reed, liep het evenement voor Alén uit tot een drama. Gelijk op de eerste klassementsproef van de wedstrijd sneed hij een bocht te scherp aan en raakte daarbij frontaal een steen, waardoor hij door de opgelopen schade direct moest opgeven. Alén kondigde vervolgens aan te stoppen met zijn actieve rally-carrière, na twintig jaar op het hoogste niveau te hebben gereden.

### Latere carrière

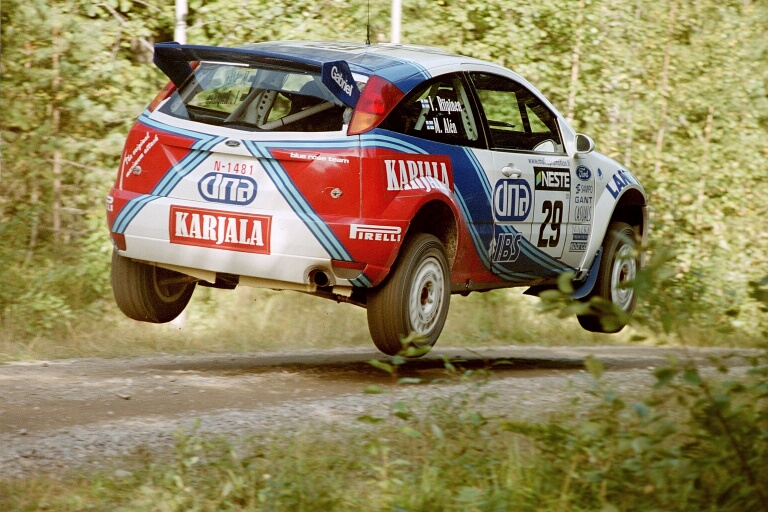
Alén keerde tijdens de Rally van Finland in 2001 eenmalig terug in het WK in een optreden met een Ford Focus WRC

Alén nam in de jaren erna nog af en toe deel aan rallywedstrijden. Ook maakte hij nog een overstap naar het circuit, onder meer met deelname aan Tourwagen races voor Alfa Romeo in de DTM in 1995, op de Hockenheimring en een straatrace in zijn geboortestad Helsinki. Met een Opel Tigra nam hij vervolgens ook weer deel aan ijs races, waaronder in de Franse Trophée Andros in 1996 en 1997. Ter viering van zijn 50ste verjaardag, nam hij in 2001 deel aan de Rally van Finland, waardoor hij eenmalig terugkeerde in het WK-Rally. Dit deed hij achter het stuur van een Ford Focus WRC, waarmee hij op een respectievelijke 16de plek eindigde, en wat tegelijkertijd zijn officiële afscheid betekende als WK-rijder. In recente jaren heeft Alén ook nog meerdere keren deelgenomen aan de beroemde Dakar Rally in het vrachtwagen- en auto-klassement. Dit deed hij voor Iveco en Isuzu respectievelijk, en was bij het Italiaanse merk onder andere ook teamgenoot van Miki Biasion, oud collega-rijder in zijn tijd bij Lancia. Zijn verdere rallyactiviteiten bestaan tegenwoordig met deelnames aan historische rallyevenementen of demonstraties.
Markku Aléns zoon, Anton, volgde in zijn vaders voetstappen. In het WK won Anton Alén in 2006 twee keer in het Production World Rally Championship. In 2007 nam hij plaats bij het team van Abarth/Fiat, die in deze periode terugkeerde in de rallysport met de Super 2000 Fiat Abarth Grande Punto S2000. Hij was daarmee tussen 2007 en 2009 actief in de Intercontinental Rally Challenge.

## Complete resultaten in het wereldkampioenschap rally
| Seizoen | Inschrijving                  | Auto                    | 1       | 2       | 3       | 4       | 5       | 6       | 7       | 8       | 9       | 10      | 11      | 12      | 13    | 14      | Pos. | Punten |
| ------- | ----------------------------- | ----------------------- | ------- | ------- | ------- | ------- | ------- | ------- | ------- | ------- | ------- | ------- | ------- | ------- | ----- | ------- | ---- | ------ |
| 1973    | Oy Volvo-Auto Ab              | Volvo 142               | MON     | ZWE     | POR     | KEN     | MAR     | GRI     | POL     | FIN 2   | OOS     | ITA     | VST     | FRA     |       |         | N/A  | N/A    |
| 1973    | Motorcraft                    | Ford Escort RS1600      |         |         |         |         |         |         |         |         |         |         |         |         | GBR 3 |         | N/A  | N/A    |
| 1974    | Fiat S.p.A.                   | Fiat Abarth 124 Rallye  | POR 3   | KEN     | FIN 3   | ITA DNF | CAN DNF | VST 2   |         | FRA DNF |         |         |         |         |       |         | N/A  | N/A    |
| 1974    | Ford Motor Co Ltd.            | Ford Escort RS1600      |         |         |         |         |         |         | GBR DNF |         |         |         |         |         |       |         | N/A  | N/A    |
| 1975    | Fiat S.p.A.                   | Fiat Abarth 124 Rallye  | MON 3   | ZWE 6   | KEN     | GRI     | MAR DNF | POR 1   |         | ITA DNF | FRA     | GBR DNF |         |         |       |         | N/A  | N/A    |
| 1975    | Aro Yhtyma Oy Autokeskus      | Datsun 160J             |         |         |         |         |         |         | FIN DNF |         |         |         |         |         |       |         | N/A  | N/A    |
| 1976    | Fiat S.p.A.                   | Fiat Abarth 124 Rallye  | MON 6   | ZWE     | POR     | KEN     | GRI     |         |         |         |         |         |         |         |       |         | N/A  | N/A    |
| 1976    | Fiat S.p.A.                   | Fiat 131 Abarth         |         |         |         |         |         | MAR 12  | FIN 1   | ITA DNF | FRA     | GBR DNF |         |         |       |         | N/A  | N/A    |
| 1977    | Fiat S.p.A.                   | Fiat 131 Abarth         | MON DNF | ZWE DNF | POR 1   | KEN     | NZL 3   | GRI DNF | FIN DNF | CAN DNF | ITA     | FRA     | GBR DNF |         |       |         | N/A  | N/A    |
| 1978    | Fiat Alitalia                 | Fiat 131 Abarth         | MON 4   | ZWE 3   | POR 1   | KEN     | GRI 2   | FIN 1   | CAN 2   |         |         |         |         |         |       |         | N/A  | N/A    |
| 1978    | Fiat Alitalia                 | Lancia Stratos HF       |         |         |         |         |         |         |         |         |         |         | GBR DNF |         |       |         | N/A  | N/A    |
| 1978    | Lancia Pirelli                | Lancia Stratos HF       |         |         |         |         |         |         |         | ITA 1   | IVK     | FRA     |         |         |       |         | N/A  | N/A    |
| 1979    | Fiat Alitalia                 | Fiat 131 Abarth         | MON 3   | ZWE 4   | POR     | KEN 3   | GRI     | NZL     | FIN 1   | ITA 6   | CAN     | FRA     |         |         |       |         | 3    | 68     |
| 1979    | Lancia GB                     | Lancia Stratos HF       |         |         |         |         |         |         |         |         |         |         | GBR 5   | IVK     |       |         | 3    | 68     |
| 1980    | Fiat Italia                   | Fiat 131 Abarth         | MON DNF | ZWE     | POR 2   | KEN     | GRI 3   | ARG DNF |         |         |         |         |         |         |       |         | 6    | 47     |
| 1980    | Fiat Rally / ASA              | Fiat 131 Abarth         |         |         |         |         |         |         | FIN 1   | NZL     |         |         |         |         |       |         | 6    | 47     |
| 1980    | 4 Rombi                       | Fiat 131 Abarth         |         |         |         |         |         |         |         |         | ITA DNF | FRA     | GBR     | IVK     |       |         | 6    | 47     |
| 1981    | Fiat Auto Torino              | Fiat 131 Abarth         | MON 7   | ZWE     | POR 1   | KEN     | FRA     | GRI 2   | ARG     | BRA     | FIN 2   | ITA 9   | IVK     |         |       |         | 4    | 56     |
| 1981    | Team Chardonnet               | Lancia Stratos HF       |         |         |         |         |         |         |         |         |         |         |         | GBR DNF |       |         | 4    | 56     |
| 1982    | Martini Racing                | Lancia Rally 037        | MON     | ZWE     | POR     | KEN     | FRA 9   | GRI DNF | NZL     | BRA     | FIN DNF | ITA DNF | IVK     | GBR 4   |       |         | 21   | 12     |
| 1983    | Martini Racing                | Lancia Rally 037        | MON 2   | ZWE     | POR 4   | KEN     | FRA 1   | GRI 2   | NZL     | ARG 5   | FIN 3   | ITA 1   | IVK     | GBR     |       |         | 3    | 100    |
| 1984    | Martini Racing                | Lancia Rally 037        | MON 8   | ZWE     | POR 2   | KEN 4   | FRA 1   | GRI 3   | NZL 2   | ARG     | FIN 2   | ITA DNF | IVK     | GBR     |       |         | 3    | 90     |
| 1985    | Martini Racing                | Lancia Rally 037        | MON     | ZWE     | POR     | KEN DNF | FRA DNF | GRI     | NZL     | ARG     | FIN 3   | ITA 4   | IVK     |         |       |         | 7    | 37     |
| 1985    | Martini Racing                | Lancia Delta S4         |         |         |         |         |         |         |         |         |         |         |         | GBR 2   |       |         | 7    | 37     |
| 1986    | Lancia Martini                | Lancia Delta S4         | MON DNF | ZWE 2   | POR WD  |         | FRA WD  | GRI DNF | NZL 2   | ARG 2   | FIN 3   | IVK     | ITA 1   | GBR 2   | VST 1 |         | 2    | 104    |
| 1986    | Lancia Martini                | Lancia Rally 037        |         |         |         | KEN 3   |         |         |         |         |         |         |         |         |       |         | 2    | 104    |
| 1987    | Lancia Martini                | Lancia Delta HF 4WD     | MON     | ZWE 5   | POR 1   | KEN     | FRA     | GRI 1   | VST 3   | NZL     | ARG     | FIN 1   | IVK     | ITA DNF | GBR 5 |         | 3    | 88     |
| 1988    | Lancia Martini                | Lancia Delta HF 4WD     | MON     | ZWE 1   |         |         |         |         |         |         |         |         |         |         |       |         | 2    | 86     |
| 1988    | Lancia Martini                | Lancia Delta Integrale  |         |         | POR 6   | KEN     | FRA     | GRI 4   | VST     | NZL     | ARG     | FIN 1   | IVK     | ITA 4   | GBR 1 |         | 2    | 86     |
| 1989    | Lancia Martini                | Lancia Delta Integrale  | ZWE     | MON     | POR 2   | KEN     | FRA     | GRI     | NZL     | ARG     | FIN DNF | AUS 3   | ITA     | IVK     | GBR   |         | 9    | 27     |
| 1990    | Subaru Technica International | Subaru Legacy RS        | MON     | POR     | KEN DNF | FRA     | GRI DNF | NZL     | ARG     | FIN 4   | AUS     | ITA DNF | IVK     | GBR DNF |       |         | 21   | 10     |
| 1991    | Subaru Rally Team Europe      | Subaru Legacy RS        | MON     | ZWE 3   | POR 5   | KEN     | FRA     | GRI DNF | NZL 4   | ARG     | FIN DNF | AUS 4   | ITA     | IVK     | SPA   | GBR DNF | 8    | 40     |
| 1992    | Toyota Team Europe            | Toyota Celica Turbo 4WD | MON DNF |         | POR 4   |         | FRA     | GRI DNF | NZL     | ARG     | FIN 3   | AUS     | ITA     | SPA     | IVK   | GBR 4   | 5    | 50     |
| 1992    | Toyota Team Kenya             | Toyota Celica Turbo 4WD |         |         |         | KEN 5   |         |         |         |         |         |         |         |         |       |         | 5    | 50     |
| 1992    | Toyota Team Sweden            | Toyota Celica GT-Four   |         | ZWE 4   |         |         |         |         |         |         |         |         |         |         |       |         | 5    | 50     |
| 1993    | 555 Subaru World Rally Team   | Subaru Legacy RS        | MON     | ZWE     | POR 4   |         |         |         |         |         |         |         |         |         |       |         | 11   | 25     |
| 1993    | 555 Subaru World Rally Team   | Subaru Impreza 555      |         |         |         |         |         |         |         |         | FIN DNF | AUS     | ITA     | SPA     | GBR   |         | 11   | 25     |
| 1993    | Toyota Castrol Team           | Toyota Celica Turbo 4WD |         |         |         | KEN 2   | FRA     | GRI     | ARG     | NZL     |         |         |         |         |       |         | 11   | 25     |
| 2001    | Blue Rose Team                | Ford Focus WRC          | MON     | ZWE     | POR     | SPA     | ARG     | CYP     | GRI     | KEN     | FIN 16  | NZL     | ITA     | FRA     | AUS   | GBR     | –    | 0      |

Noot:
- Het concept van het wereldkampioenschap rally tussen 1973 en 1976 hield in dat er enkel een kampioenschap open stond voor constructeurs.
- In 1977 en 1978 werd de FIA Cup for Drivers georganiseerd. Hierin meegerekend alle WK-evenementen, plus tien evenementen buiten het WK om.

#### Overwinningen
| #  | Seizoen | Rally                                  | Navigator      | Auto                   |
| -- | ------- | -------------------------------------- | -------------- | ---------------------- |
| 1  | 1975    | 9º Rallye de Portugal Vinho do Porto   | Ilkka Kivimäki | Fiat Abarth 124 Rallye |
| 2  | 1976    | 26th 1000 Lakes Rally                  | Ilkka Kivimäki | Fiat 131 Abarth        |
| 3  | 1977    | 11º Rallye de Portugal Vinho do Porto  | Ilkka Kivimäki | Fiat 131 Abarth        |
| 4  | 1978    | 12º Rallye de Portugal Vinho do Porto  | Ilkka Kivimäki | Fiat 131 Abarth        |
| 5  | 1978    | 28th 1000 Lakes Rally                  | Ilkka Kivimäki | Fiat 131 Abarth        |
| 6  | 1978    | 20º Rallye Sanremo                     | Ilkka Kivimäki | Lancia Stratos HF      |
| 7  | 1979    | 29th 1000 Lakes Rally                  | Ilkka Kivimäki | Fiat 131 Abarth        |
| 8  | 1980    | 30th 1000 Lakes Rally                  | Ilkka Kivimäki | Fiat 131 Abarth        |
| 9  | 1981    | 15º Rallye de Portugal Vinho do Porto  | Ilkka Kivimäki | Fiat 131 Abarth        |
| 10 | 1983    | 27ème Tour de Corse - Rallye de France | Ilkka Kivimäki | Lancia Rally 037       |
| 11 | 1983    | 25º Rallye Sanremo                     | Ilkka Kivimäki | Lancia Rally 037       |
| 12 | 1984    | 28ème Tour de Corse - Rallye de France | Ilkka Kivimäki | Lancia Rally 037       |
|    | 1986    | 28º Rallye Sanremo*                    | Ilkka Kivimäki | Lancia Delta S4        |
| 13 | 1986    | 21st Olympus Rally                     | Ilkka Kivimäki | Lancia Delta S4        |
| 14 | 1987    | 21º Rallye de Portugal Vinho do Porto  | Ilkka Kivimäki | Lancia Delta HF 4WD    |
| 15 | 1987    | 34th Acropolis Rally                   | Ilkka Kivimäki | Lancia Delta HF 4WD    |
| 16 | 1987    | 37th 1000 Lakes Rally                  | Ilkka Kivimäki | Lancia Delta HF 4WD    |
| 17 | 1988    | 38th International Swedish Rally       | Ilkka Kivimäki | Lancia Delta HF 4WD    |
| 18 | 1988    | 38th 1000 Lakes Rally                  | Ilkka Kivimäki | Lancia Delta Integrale |
| 19 | 1988    | 44th Lombard RAC Rally                 | Ilkka Kivimäki | Lancia Delta Integrale |

* Resultaten van de rally geannuleerd; niet meegerekend als overwinning.